# شهرستان آق‌سو، قرقیزستان
شهرستان آق‌سو (به قرقیزی: Ак-Суу району،  اق سۇۇ اۋدانى) یک منطقهٔ مسکونی در قرقیزستان است که در استان ایسیق‌کول واقع شده‌است.

## خصوصیات
بخش آق‌سو ۹٬۹۱۷ کیلومترمربع مساحت و ۶۲٬۵۲۴ نفر جمعیت دارد.